# Пик Шота Руставели
Пик Шота́ Руставе́ли (груз. შოთა რუსთაველის მწვერვალი) — гора в центре Главного Кавказского хребта, расположенная на границе Сванетии (Грузии) и Кабардино-Балкарии (Россия). Названа в честь грузинского государственного деятеля и поэта XII века Шота Руставели. Высота горы — 4859 метров. Считается девятой по высоте вершиной Кавказа. Существует опасность спуска ледников в соседнюю долину.